# Kantrörsnattsländor
Kantrörsnattsländor (Lepidostomatidae) är en familj av nattsländor. Enligt Catalogue of Life ingår kantrörsnattsländor i överfamiljen Limnephiloidea, ordningen nattsländor, klassen egentliga insekter, fylumet leddjur och riket djur, men enligt Dyntaxa är tillhörigheten istället ordningen nattsländor, klassen egentliga insekter, fylumet leddjur och riket djur. Enligt Catalogue of Life omfattar familjen Lepidostomatidae 387 arter. 

## Bildgalleri

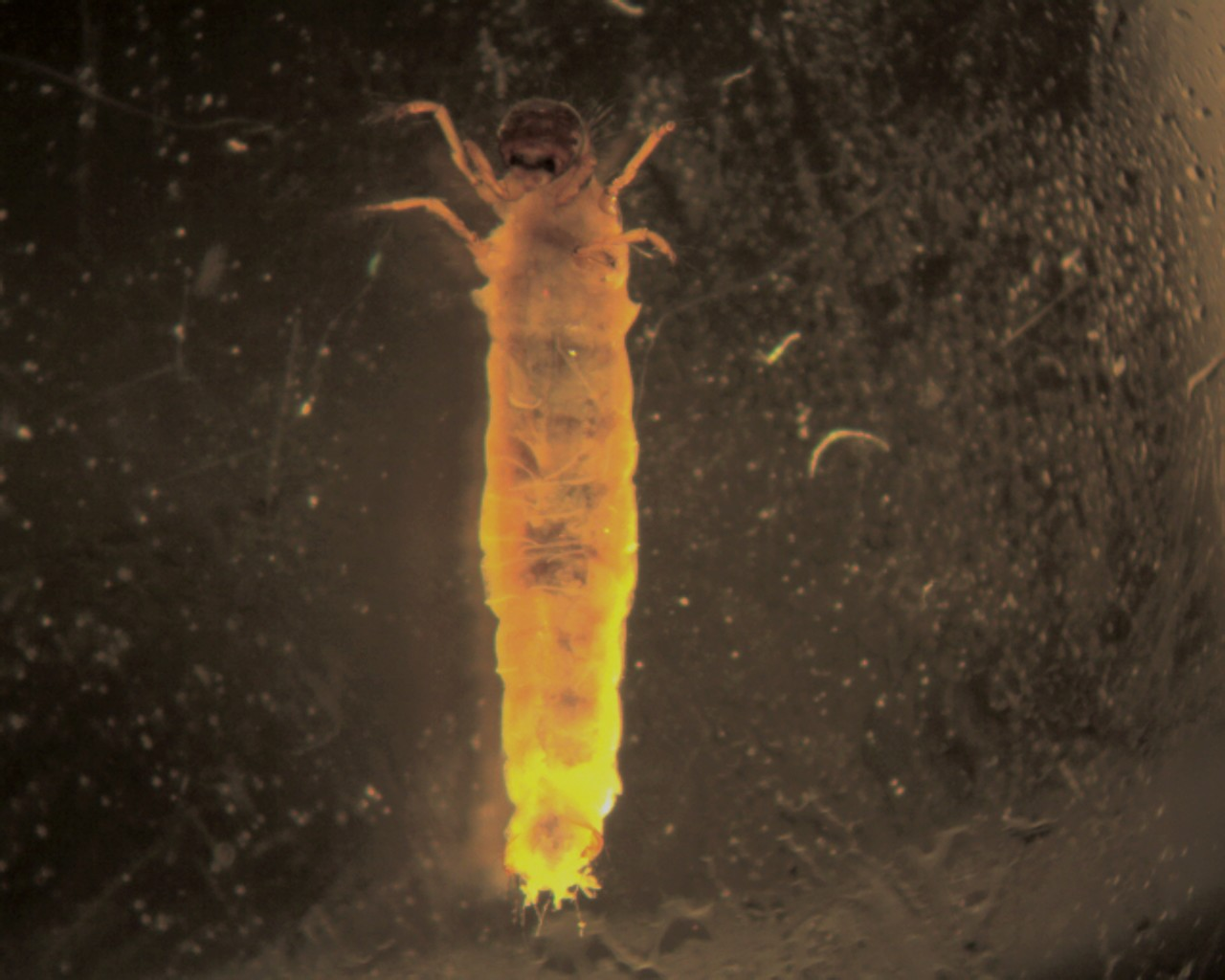
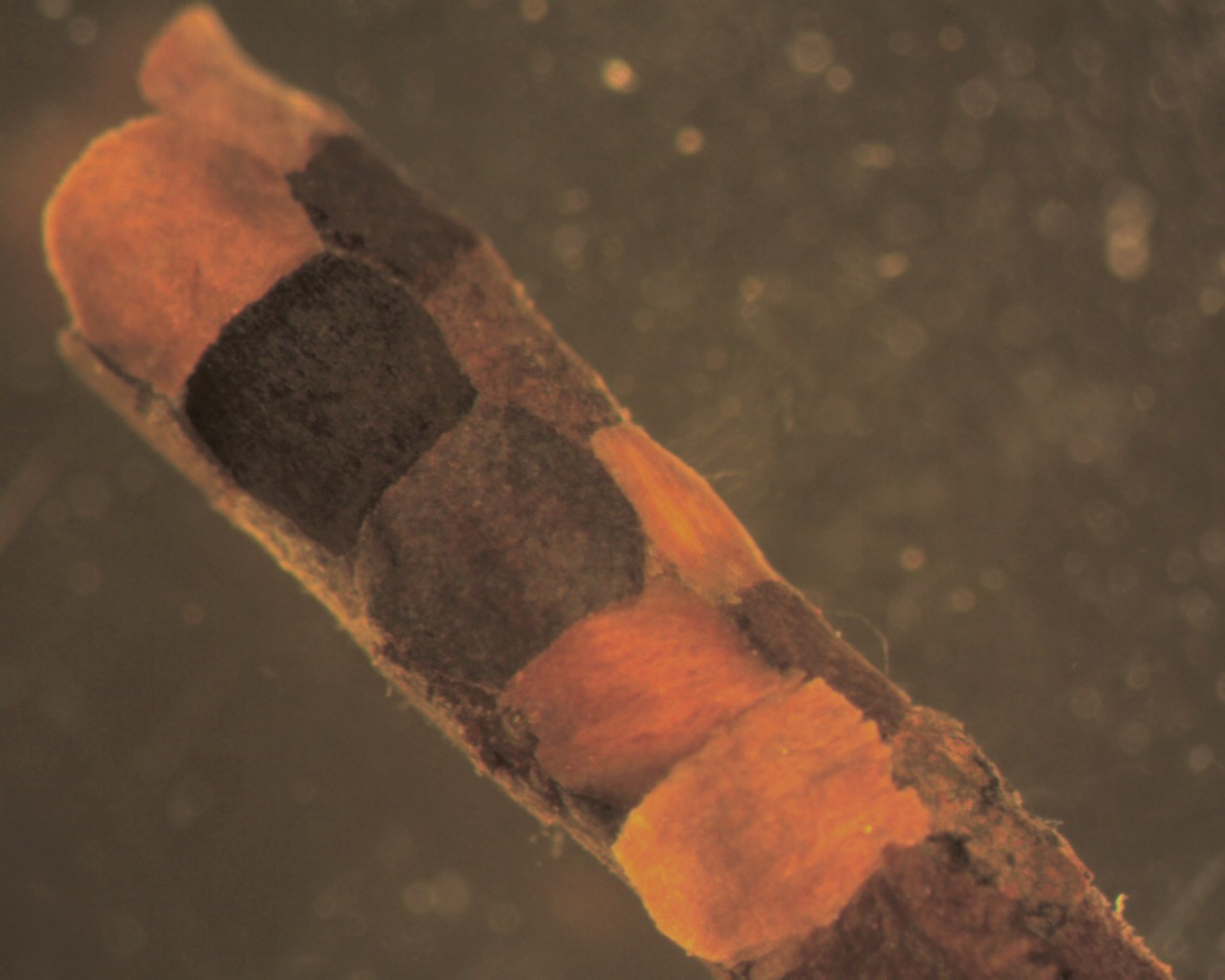
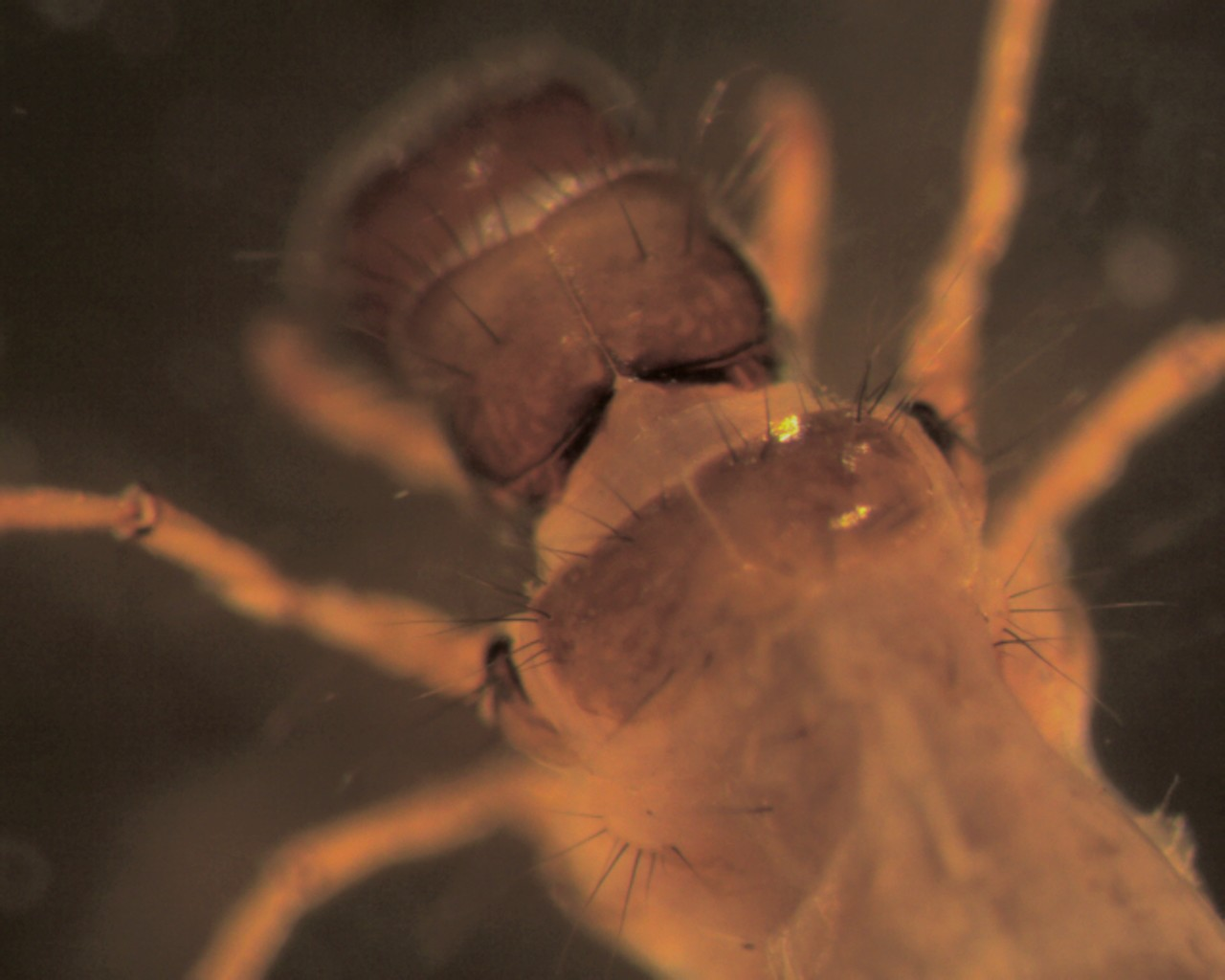
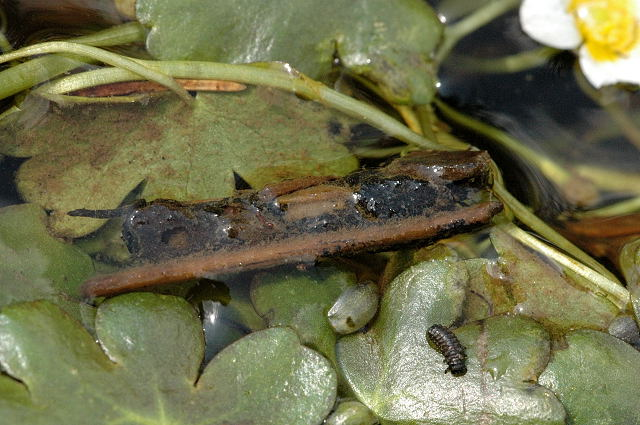

## Dottertaxa till kantrörsnattsländor, i alfabetisk ordning[1][2]
- Adinarthrella
- Adinarthrum
- Agoerodella
- Agoerodes
- Anacrunoecia
- Crunoecia
- Dinarthrella
- Dinarthrena
- Dinarthrodes
- Dinarthropsis
- Dinarthrum
- Dinomyia
- Eodinarthrum
- Goerodella
- Goerodes
- Goerodina
- Indocrunoecia
- Kodala
- Lasiocephala
- Lepidostoma
- Maniconeura
- Martynomyia
- Mellomyia
- Neolepidostoma
- Neoseverinia
- Paradinarthrodes
- Paraphlegopteryx
- Theliopsyche
- Ulmerodes
- Zephyropsyche